# Erik Ninn-Hansen
Erik Ninn-Hansen (født 12. april 1922 i Skørpinge, død 20. september 2014 på Frederiksberg) var minister, folketingsmedlem og formand for Folketinget, valgt for Det Konservative Folkeparti. Erik Ninn-Hansen var cand.jur. og advokat.

## Uddannelse og erhverv
Han var søn af gårdejer Christian Hansen (1881-1968) og lærer Marie Ninn (1887-1977). Erik Ninn-Hansen blev student fra Slagelse Gymnasium 1941 og gik ind i modstandskampen som medstifter af Studenternes Efterretningstjeneste sammen med bl.a. Arne Sejr.
I 1948 blev han cand.jur. fra Københavns Universitet og formand for Konservativ Ungdom. Det var han til 1950. Fra 1948 til 55 var han sekretær i Østre Landsret, fik sagførerbestalling 1952 og drev selvstændig sagførervirksomhed fra 1955 til 1968.

## Politisk karriere
1953 blev han valgt til Folketinget. Efter grønlandsskibet M/S Hans Hedtoft's dramatiske forlis i januar 1959 forsøgte han sammen med SF'eren Aksel Larsen forgæves at få stillet grønlandsminister Johannes Kjærbøl for rigsretten. Ninn-Hansen var forsvarsminister 1968-1971, finansminister i 1971 og politisk leder for Det Konservative Folkeparti 1971-1974 og justitsminister 1982-89. Han var formand for Folketinget fra januar til oktober 1989. I 1994 trådte han ud af Folketinget.

### Tamilsagen
Som følge af sin rolle i Tamilsagen gik Ninn-Hansen af som justitsminister i 1989. I 1993 kom højesteretsdommer Mogens Hornslets rapport. Den rummede særdeles belastende vurderinger om Ninn-Hansen og kostede KV-regeringen magten. Ved den første rigsretssag siden 1910 blev han i 1995 idømt fire måneders betinget fængsel for brud på ministeransvarlighedsloven, idet rigsretten fandt, at det var ulovligt, at han som minister gennemtvang et stop for familiesammenføringer for tamilske flygtninge uden om Folketinget.
I et interview med Jyllands-Posten i 2003 udtalte han: "Der var ingen tvivl om, at ansvaret for det, der skete, var mit alene. Jeg ønskede ikke, at embedsmændene skulle trækkes ind i noget. Jeg gjorde alt, hvad jeg kunne, for at undgå det".

## Privat
Ninn-Hansen blev den 3. juli 1947 gift med ekspeditionssekretær cand.jur. Astrid Pedersen (1923-2010) i Krummerup.
I 2010 flyttede han fra sin villa i Gentofte til en ældrebolig i nærheden. Senere flyttede han på plejehjem på Frederiksberg, tæt på sønnen Peter Erik Ninn-Hansen. Erik Ninn-Hansen fik 2 børn med sin hustru Astrid Ninn-Hansen. Margit Anette Ninn-Hansen, gift med Tyge Vorstrup-Rasmussen, samt Peter Erik Ninn-Hansen, gift med Helle Aminde Erichsen.

## Hæder
Ninn-Hansen blev Ridder af Dannebrogordenen 1967 og Kommandør 1969, men mistede sin orden, efter han blev dømt ved rigsretssagen.
Han blev i 1989 æresmedlem af Konservativ Ungdom.

## Medlem af bestyrelser og andet
- 1955-59: Tilsynsførende ved Krebs' Skole
- 1959-67: Formand for Krebs' Skoles bestyrelse
- 1955-60: Redaktør af tidsskriftet Vor Tid
- 1960-68: Medlem af udvalget til undersøgelse af Grønlands erhvervsmæssige og politiske udvikling
- 1966-68: Formand for bestyrelsen for Volvo Traktor A/S
- 1961-68: Medlem af bestyrelsen for Aarhuus Stiftstidende A/S
- 1967-68. Medlem af bestyrelsen for Kryolitselskabet Øresund A/S